# Augochlora praeclara
Augochlora praeclara là một loài Hymenoptera trong họ Halictidae. Loài này được Cresson mô tả khoa học năm 1865.